# Javier San Martin Sala
Javier San Martín Sala (Pamplona, 26 de junio de 1946) es un filósofo y académico español, reconocido por sus contribuciones a la fenomenología, la antropología filosófica y la filosofía española contemporánea. Desde 2016 es Profesor Emérito del Departamento de Filosofía y Filosofía Moral y Política de la Universidad Nacional de Educación a Distancia (UNED), institución en la que también se desempeñó como Vicerrector de Metodología, Medios y Tecnología, impulsando iniciativas de innovación educativa.

## Biografía
Su trayectoria comenzó en la Universidad de Lovaina en el año académico 1968/1969, donde realizó cursos de doctorado con el Prof. Alfonse de Waelhens. No mucho después, entre 1969 y 1971, se trasladó a la Universidad de Friburgo de Brisgovia, donde realizó investigaciones en los Archivos de Husserl. Durante esta época, también asistió a seminarios con eminentes académicos como Eugen Fink, Werner Marx y Wilhelm Von Herrmann.
Es fundador de la Sociedad Española de Fenomenología (1988) y de la revista Investigaciones Fenomenológicas que, durante décadas fue el único órgano editorial, periódico, en español, sobre temas de fenomenología y hermenéutica, por lo que su papel como creador de instituciones de investigación, ha sido fundamental para el desarrollo de la filosofía y la fenomenología en castellano. Durante su estancia en la Universidad de Santiago de Compostela, se hizo cargo de la cátedra en antropología cultural, lo que le permitió especializarse en teoría antropológica clásica y contemporánea. Este trabajo orientó sus investigaciones hacia el desarrollo de un modelo de antropología filosófica, de base o fundamento fenomenológico trascendental.

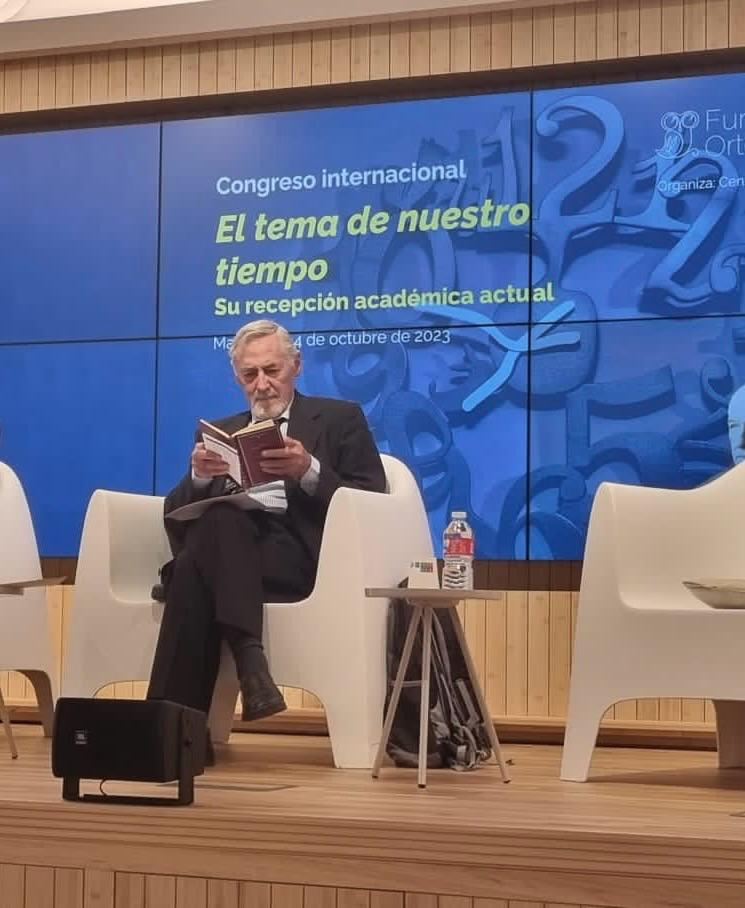
Javier conferencia

### Pensamiento
San Martín Sala es fenomenólogo concretamente trascendental o de orientación husserliana, sobre esta vía ha desarrollado la mayor parte de su obra como autor, traductor, editor y docente. En esta esfera ha construido un modelo trascendental de antropología filosófica que permite el diálogo interdisciplinar y crítico de la fenomenología con otras disciplinas y que aporta recursos a las ciencias sociales y a las ciencias cognitivas. Este modelo funciona como base de una teoría o filosofía de la cultura, en cuyo terreno ha explorado temas como el juego, el poder, el cuerpo, el arte y la economía. La obra de Javier San Martín abarca análisis del método fenomenológico (La estructura del método fenomenológico (1986), traducciones de parte de la obra de Edmund Husserl (Problemas fundamentales de la fenomenología (2022) y el continuo diálogo e intercambio con la filosofía contemporánea, y especialmente con las ciencias sociales. Fue uno de los primeros estudiosos y conocedores de la filosofía práctica o ética de Edmund Husserl, de su psicología y de la antropología entrañada en el método fenomenológico, según el autor de la Teoría de la racionalidad fuerte. 

##### Obras
- Antropología filosófica SAN MARTÍN SALA, JAVIER (2003) 978-84-362-5164-7[3]
- Antropología y filosofía JAVIER SAN MARTÍN SALA (1995) 978-84-8169-009-5[4]
- Antropología filosófica I. De la antropología científica a la filosófica (2013) 978-84-362-6614-6
- Pensando la religión SAN MARTÍN SALA, JAVIER / SÁNCHEZ BERNAL, JUAN JOSÉ  978-84-9879-442-7
- Antropología filosófica II. Vida humana, persona y cultura SAN MARTÍN SALA, JAVIER (2015) 978-84-362-6962-8
- PARA UNA FILOSOFÍA DE EUROPA SAN MARTÍN SALA JAVIER (2007) 978-84-9742-704-3
- La estructura del método fenomenológico SAN MARTÍN SALA, JAVIER  (1986) 978-84-362-1990-6
- La fenomenología como teoría de una racionalidad fuerte SAN MARTÍN SALA, JAVIER (1994)
- Sobre el concepto de mundo de la vida SAN MARTÍN SALA, JAVIER (1993) 978-84-362-2992-9
- Ensayos sobre Ortega SAN MARTÍN SALA, JAVIER (1994) 978-84-362-3054-3 11.
- FENOMENOLOGÍA DE HUSSERL COMO UTOPÍA DE LA RAZÓN, LA SAN MARTÍN SALA JAVIER (1987) 978-84-9742-715-9
- La fenomenología de Ortega y Gasset SAN MARTÍN SALA, JAVIER (2012) 978-84-9940-392-2
- La imagen del ser humano SAN MARTÍN SALA, JAVIER / DOMINGO MORATALLA, TOMÁS (2011) 978-84-9940-214-7
- Ortega y la fenomenología SAN MARTÍN SALA, JAVIER (1992) 978-84-362-2829-8
- Reflexiones sobre la UNED SAN MARTÍN SALA, JAVIER (2007) 978-84-362-5371-9
- PARA UNA HISTORIA DEL VINO Y DE LA BODEGA NEKEAS DE AÑORBE SAN MARTÍN SALA, JAVIER (2018) 978-84-949212-1-6
- Javier San Martín. 2012. La fenomenología de Ortega y Gasset. Madrid. Biblioteca Nueva / Fundación José Ortega y Gasset – Gregorio Marañón. 217 .